# Le Contrat (film, 2005)
Pour les articles homonymes, voir Le Contrat.
Pour plus de détails, voir Fiche technique et Distribution.
Le Contrat (Заказ, Zakaz) est un film russe réalisé par Vera Glagoleva, sorti en 2005.

## Fiche technique
- Titre original : Заказ, Zakaz
- Titre français : Le Contrat
- Réalisation : Vera Glagoleva
- Scénario : Sergueï Ashkenazi et Vera Glagoleva
- Photographie : Alexandre Nosovski
- Musique : Sergueï Banevitch
- Pays d'origine : Russie
- Format : Couleurs - 35 mm
- Genre : drame
- Durée : 79 minutes
- Date de sortie : 2005

## Distribution
- Natalia Vdovina : Anna
- Alexandre Balouïev : Oleg
- Larissa Gouzeïeva : Galia
- Vladimir Sterjakov : Natan
- Alexandre Yakovlev : Igor
- Anna Nosatova : Lena